# Ectropothecium taxiforme
Ectropothecium taxiforme là một loài Rêu trong họ Hypnaceae. Loài này được (Brid.) Broth. mô tả khoa học đầu tiên năm 1897.